# EP Водолея
EP Водолея (лат. EP Aquarii), HD 207076 — одиночная переменная звезда в созвездии Водолея на расстоянии приблизительно 404 световых лет (около 124 парсеков) от Солнца. Видимая звёздная величина звезды — от +6,82m до +6,37m.

## Характеристики
EP Водолея — красный гигант, пульсирующая полуправильная переменная звезда типа SRB (SRB) спектрального класса M8III или M6/7III. Эффективная температура — около 3377 К.